# Білий шейх (фільм, 1952)
«Білий шейх» (італ. Lo Sceicco Bianco) — комедійний фільм 1952 року, поставлений (перша сольна режисерська робота) Федеріко Фелліні з Альберто Сорді в головній ролі. Прем'єра стрічки відбулася 6 вересня 1952 року на Венеційському міжнародному кінофестивалі, де вона брала участь в основній конкурсній програмі.

## Сюжет
Сімейна пара простих італійців, Ванда (Брунелля Бово) та Іван Каваллі (Леопольдо Трієсте), вирушає до Рима. Іван хоче представити дружину своїм родичам. В цей час на околицях Рима знімають фотороман для популярного журналу, присвячений пригодам відважного Білого Шейха. Білого Шейха зображує актор, в якого заочно закохана Ванда. Дружині вдається обдурити чоловіка і втекти з готельного номера для того, щоб побачитися з улюбленим актором. Чоловік намагається знайти свою дружину. А вона в цей час устигає знятися для фотороману і розчаруватися у своєму кумирові — в житті він виявився зовсім не таким, яким вона собі його уявляла.

## У ролях
| • Альберто Сорді     | … | Нандо Ріволі, «Білий Шейх»         |
| • Брунелля Бово      | … | Ванда Джардіно Каваллі             |
| • Леопольдо Трієсте  | … | Іван Каваллі                       |
| • Джульєтта Мазіна   | … | Кабірія, проститутка               |
| • Лілія Ланді        | … | Фельга                             |
| • Ернесто Альміранте | … | доктор Фортуна, режисер фотороману |
| • Фанні Маркіо       | … | Марілена Альба Велларді            |
| • Джина Маскетті     | … | Аїда Ріволі, дружина Фернандо      |
| • Йоле Сільвані      | … | Асунта, проститутка                |
| • Енцо Маджо         | … | Фуріо                              |

## Знімальна група
- Автори сценарію — Федеріко Фелліні, Тулліо Пінеллі, Енніо Флайано та Мікеланджело Антоніоні
- Режисер-постановник — Федеріко Фелліні
- Продюсер — Луїджі Ровере
- Оператор — Артуро Галлея, Леоніда Барбоні (в титрах відсутній)
- Композитор — Ніно Рота
- Монтаж — Роландо Бенедетті
- Артдиректор — Раффаелло Толфо
- Звук — Армандо Грільї

## Нагороди та номінації
| Список нагород та номінацій            | Список нагород та номінацій | Список нагород та номінацій | Список нагород та номінацій | Список нагород та номінацій | Список нагород та номінацій |
| Кінопремія                             | Дата церемонії              | Категорія                   | Номінант(и)                 | Результат                   | Дж                          |
| -------------------------------------- | --------------------------- | --------------------------- | --------------------------- | --------------------------- | --------------------------- |
| Венеційський міжнародний кінофестиваль | 1952                        | Золотий лев                 | Білий шейх                  | Номінація                   |                             |